# Charlottetown (Prince Edward Island)
Charlottetown is een Canadese stad en tevens de hoofdstad van de provincie Prince Edward Island. De stad heeft 38.809 inwoners (2021) en een oppervlakte van 44,33 km². Samen met de 'voorsteden' heeft de stad 58.358 inwoners. Charlottetown ligt aan de Hillsboroughbocht, waar de drie rivieren Hillsborough, Yorke en Eliot samenkomen.

## Geschiedenis
In 1720 bouwden de Fransen een versterking met de naam Port la Joie op de plaats van het huidige Charlottetown. Nadat de Engelsen in 1763 de controle over Prince Edward Island overgenomen hadden, werd de plaats hernoemd ter ere van Charlotte Sophie, echtgenote van Koning George III. In 1864 vond in Charlottetown een conferentie plaats, die de vereniging van Canada beklonk. In 1866 verwoestte een zware brand grote delen van de stad.

## Economie
De belangrijkste industrieën zijn de levensmiddelenindustrie en de vervaardiging van producten uit hout, staal en wol. Ook het toerisme is van economisch belang voor de stad.

## Onderwijs en cultuur
In Charlottetown bevinden zich de Universiteit van Prince Edward Island, het in 1847 gebouwde Province House, dat het parlement van het eiland huisvest en het museum  Confederation Centre of the Arts.
Het jaarlijks plaatsvindende Charlottetown Festival is de grootste attractie voor het toerisme op het eiland.

## Geboren in Charlottetown
- Tara McLean (1973), singer-songwriter